# Parascolopsis
Parascolopsis är ett släkte av fiskar inom familjen Nemipteridae. Släktet beskrevs 1901 av Boulenger och omfattar 13 arter.
Arter enligt Global Biodiversity Information Facility:
- Parascolopsis melanophrys
- Parascolopsis eriomma
- Parascolopsis townsendi
- Parascolopsis rufomaculatus
- Parascolopsis capitinis
- Parascolopsis aspinosa
- Parascolopsis inermis
- Parascolopsis qantasi
- Parascolopsis baranesi
- Parascolopsis boesemani
- Parascolopsis tosensis
- Parascolopsis tanyactis
- Parascolopsis akatamae